# بیمارستان امام حسین (فسا)
بیمارستان امام حسین بیمارستانی است آموزشی- درمانی در فسا، شرق استان فارس که تحت پوشش دانشگاه علوم پزشکی فسا قرار دارد.